# Distaplia rosea
Distaplia rosea is een zakpijpensoort uit de familie van de Holozoidae. De wetenschappelijke naam van de soort werd in 1881 voor het eerst geldig gepubliceerd door Della Valle.

## Beschrijving
Kolonies Distaplia rosea zijn koepelvormige massa's die zijn bevestigd aan kleine stenen, schelpen, enzovoort. Ze hebben een karakteristieke roze kleur en een plakkerige consistentie. De zooïden zijn volledig ingebed in de mantel. Distaplia rosea is 20-50 mm in diameter en l0 mm dik.
De larve van het kikkervisje is sterk gedifferentieerd wanneer ze uit de kolonie wordt vrijgelaten en zwemt slechts een korte periode vrij voordat ze zich vestigt. Dit zou de lokale verspreiding van deze soort kunnen verklaren, en het feit dat het vaak voorkomt wanneer een locatie wordt ontdekt.

## Verspreiding
Distaplia rosea komt waarschijnlijk voor rondom de Britse Eilanden; onder andere bekend van de zuidelijke Noordzee (Norfolk), het Engelse Kanaal, het zuidwesten van Groot-Brittannië, de Ierse Zee en het zuidwesten van Schotland. Ook bekend van de westkust van Frankrijk en de Middellandse Zee. Deze zakpijpensoort is meestal te vinden in beschutte modderige gebieden waar schelpen of stenen op het oppervlak liggen waarop de kolonies kunnen groeien. Gevonden van 10 tot minstens 100 meter diepte. Ook vaak aanwezig op wrakken.